# Шикханди
Шикханди (санскр. शिखंडी, IAST: Śikhaṇḍī) — герой древнеиндийского эпоса «Махабхарата». Изначально родился как девочка по имени Шикхандини у правителя царства Панчала Друпады. Шикханди сражался в Битве на Курукшетре на стороне Пандавов, вместе со своим отцом Друпадой и братом Дхриштадьюмной. Он был убит на 18-й день битвы Ашваттхамой. В своей прошлой жизни Шикханди был царевной Амбой, поклявшейся убить Бхишму.